# Tiên sinh bơi lội
Tiên Sinh Bơi Lội (tên tiếng Trung 游泳先生) là một bộ phim truyền hình Trung Quốc ra mắt năm 2018 với sự tham gia của các diễn viên Cúc Tịnh Y, Mike D. Angelo.

## Nội dung
Bộ phim Tiên Sinh Bơi Lội kể về thiên tài bơi lội Bạch Vịnh Trạch lớn lên trong một gia đình bình thường, cùng với Tống Trà Trà (Cúc Tịnh Y đóng) là tiểu thư có gia cảnh sa sút trở thành 1 đôi oan gia. Lam Thiên là bạn thân của Bạch Vịnh Trạch bởi vì một bí mật mà phải chia tay vị hôn thê của mình là Tống Trà Trà. Chính vì thế, trong sự nghiệp, tình yêu, đối mặt với tình cảm, Bạch Vịnh Trạch và Lam Thiên từ bạn bè thân thiết trở thành đối thủ cạnh tranh.
Trải qua nhiều đợt huấn luyện nghiêm khắc, hai người tại giải đấu quốc gia quyết định đấu với nhau 1 trận. Cha của Lam Thiên bày mưu ép buộc Bạch Vịnh Trạch phải thua cuộc trong trận quyết đấu. Lam Thiên khiếp đảm khi biết được sự thật sau chiến thắng của mình, để bảo vệ và giữ vững tinh thần trong thi đấu thể dục thể thao Lam Thiên quyết định trả lại vinh dự vốn có cho Bạch Vịnh Trạch. Ba người trải qua rất nhiều khúc mắc, dần trưởng thành và có trách nhiệm, tính cách trở nên cứng cỏi, từ sâu trong lòng tỏa ra ánh sáng rực rỡ của thanh niên chính trực, xuất sắc.

## Diễn viên

### Diễn viên chính
| Diễn viên     | Vai diễn        | Giới thiệu nhân vật |
| ------------- | --------------- | --- |
| Mike D.Angelo | Bạch Vịnh Trạch | Được gọi là "Cá bay phương Đông". Ban đầu, anh có tình cảm với nữ minh tinh Lệ Bảo. Nhưng sau khi gặp Tống Trà Trà, anh đã yêu Trà Trà sâu đậm và hẹn ước với cô rằng anh sẽ cầu hôn cô sau khi vào đội tuyển quốc gia. Mối quan hệ của hai người trải qua nhiều sóng gió. Anh từng nhận tội thay Lam Thiên về cái chết của anh trai Trà Trà, nhưng cũng vì tai nạn này đã khiến anh mắc chứng PTSD (rối loạn căng thẳng sau chấn thương), sau đó anh đã hồi phục. Cuối cùng, anh đã cầu hôn Trà Trà.                                                          |
| Cúc Tịnh Y    | Tống Trà Trà    | Thiên kim tiểu thư giàu có, có hôn ước với Lam Thiên. Sau khi cha qua đời, gia cảnh sa sút. Về sau, cô biết được sự thật đằng sau vụ tai nạn của anh trai mình. Ban đầu, cô yêu sâu đậm Lam Thiên, nhưng lại nhiều lần bị tổn thương. Nhờ sự âm thầm bảo vệ của Vịnh Trạch khiến Trà Trà đã yêu anh. Điều kiện để cô đồng ý kết hôn với Vịnh Trạch là anh phải vào được đội tuyển bơi lội quốc gia. Cuối cùng, cô đã chấp nhận lời cầu hôn của Vịnh Trạch. |
| Nghiêm Vũ Hào | Lam Thiên       | Người thừa kế tập đoàn Lam thị, em trai cùng cha khác mẹ của Lam Tâm. Ban đầu anh tiếp quản vịnh Thanh Thủy Nhã Cư, sau đó giao lại quyền lực thực sự cho chị gái. Anh là hung thủ gián tiếp gây ra cái chết của anh trai Trà Trà, và cũng vì lý do này mà đau khổ từ bỏ Trà Trà. Anh là bạn tốt của Bạch Vịnh Trạch, nhưng vì trong lòng vẫn còn yêu sâu đậm Tống Trà Trà, anh đã trở thành đối thủ của Bạch Vịnh Trạch. Cuối cùng, anh buông tay chúc phúc cho hai người và trở lại làm bạn tốt với Bạch Vịnh Trạch, đồng thời đưa Quán Kiệt sang Mỹ du học. |

### Các diễn viên khác
| Diễn viên         | Vai diễn       | Giới thiệu nhân vật |
| ----------------- | -------------- | --- |
| Trương Sa Sa      | Lam Tâm        | Chị gái cùng cha khác mẹ của Lam Thiên, người phụ trách vịnh Thanh Thủy Nhã Cư. Cô và Hoàng Đông Lỗi từ oan gia ngõ hẹp trở thành người yêu. |
| Hồ Binh           | Hoàng Đông Lỗi | Huấn luyện viên của đội bơi được tập đoàn Lam thị tài trợ, từng bị loại khỏi cuộc thi vì sự cố dùng thuốc, nhưng thực ra có uẩn khúc khác. Anh và Lam Tâm thường xuyên đấu khẩu và cuối cùng trở thành một cặp.                                                                                      |
| Hoàng Hinh Dao    | Triệu Yến      | Bạn của Trà Trà khi cô làm việc tại khu nghỉ dưỡng. Trở thành oan gia ngõ hẹp với Khương Thế. |
| Trương Thần Quang | Cha Lam        | Chủ tịch tập đoàn Lam thị, cha của Lam Thiên và Lam Tâm. Ông phản đối việc Lam Thiên và Trà Trà ở bên nhau, từng xúi giục Độc Nhãn Long bắt cóc cha của Vịnh Trạch để ép Vịnh Trạch thua cuộc trong trận đấu với Lam Thiên. Cuối cùng, âm mưu của ông thất bại và ông đã tự thú nhận tội.            |
| Đàm Thuần Y       | Lệ Bảo         | Yêu sâu đậm Vịnh Trạch, đối thủ của Tống Trà Trà, thường xuyên dùng mưu kế để phá hoại mối quan hệ giữa Vịnh Trạch và Trà Trà, từng nói dối Vịnh Trạch rằng mình đã mang thai con của anh, nhưng sau đó lời nói dối bị vạch trần. Cuối cùng, cô tìm thấy hạnh phúc của riêng mình và có một đứa con. |
| Lý Tinh Hựu       | Khương Thế     | Thích Triệu Yến. Cùng Triệu Yến ở bên nhau. |
| Trương Duyệt Nam  | Kim Na Na      | Thích Lam Thiên |

## Nhạc phim
| STT | Nhan đề                                                         | Ca sĩ thể hiện  | Thời lượng |
| --- | --------------------------------------------------------------- | --------------- | ---------- |
| 1.  | "Nếu nghe được xin hãy trả lời (听到请回答)" (Ca khúc kết thúc) | Cúc Tịnh Y      |            |
| 2.  | "Nhớ anh rồi (想你了)" (Ca khúc mở đầu)                         | Cúc Tịnh Y      |            |
| 3.  | "MR.TOSWIM (泳镜侠)" (Nhạc đệm)                                 | Trương Dịch Văn |            |
| 4.  | "Together Forever" (Nhạc đệm)                                   | Mike D.Angelo   |            |
| 5.  | "Everyday" (Nhạc đệm)                                           | Mike D.Angelo   |            |